# Обикновен габър
 Тази статия е за растението.  За селото в Северна Македония вижте Габър (Община Крива паланка).  
Обикновеният габър (Carpinus betulus) е широколистно листопадно дърво със силно развита коренова система, придаваща му устойчивост спрямо неблагоприятни външни условия. Оптимално обикновеният габър се развива в пясъчливи сиви горски почви с умерена влажност.
Обикновеният габър е едно от най-разпространените дървесни видове в България, но въпреки това той рядко образува големи съобщества и горски масиви. Основно се среща като примесен вид в буковите и дъбовите гори на надморска височина до 1500 m. Най-разпространен е в районите с надморска височина от 500 до 1000 метра, където се среща заедно с видовете дъб и липа.
Обикновеният габър има прав ствол, покрит със сива ненапуката кора. Характерна за вида е добре развитата корона. Листата на растението са прости и с яйцевидна форма. На дължина достигат до 12 – 13 cm, а на ширина до 5 – 8 cm. Всяка листна петура разполага с 10 – 15 двойки странични жилки. Ръбът на листата е двойно назъбен като до всеки зъб достига една странична жилка или нейно разклонение.

Както и останалите представители на семейство Брезови, обикновеният габър е еднодомно растение. Той има разделнополови цветове, които се събират в мъжки и женски съцветия – реси. При мъжките цветове липсва околоцветник и прицветни листчета. Вместо тях мъжките цветове разполагат с червено-кафява люспа, която покрива от 4 до 12 тичинки. Мъжките реси са с продълговата форма като са дълги около 6 cm. Женските цветове са събрани в групи по две и са покрити с люспа. Отделните групи са събрани в женски реси. Характерно за женските реси на обикновения габър е, че при образуването им през пролетта те са много по-малки от мъжките реси, но впоследствие нарастват и достигат до дължина 15 cm.
В България обикновеният габър цъфти през късната пролет. За оплождането на женските цветове разчита основно на вятъра. Растението образува плодове в края на лятото. Те са с яйцевидна форма и са разположени в основата на триделна плодна люспа. Плодовете узряват през есента и при узряването им плодната люспа става жълта на цвят и чуплива.
Дървесината на обикновения габър е твърда и жилава. Използва се за производство на плоскости, които се използват в мебелното производство.
Пределната възраст на обикновения габър е 300 – 350 години.

## Галерия
- Ствол
- Листа
- Мъжки реси
- Женска реса
- Плодове